# Skorpionsländor
Skorpionsländor eller klosländor (Panorpidae) är en familj av näbbsländor som representeras i Sverige av tre arter, alla av släktet Panorpa som är 9 till 14 millimeter långa. Totalt ingår cirka 360 arter i familjen.
De är bevingade arter som sitter mellan bladen på buskar och småträd. Bytet utgörs av mjuka insekter i vilka klosländorna borrar in sin snabel. Honor har en bakåt tillspetsad bakkropp och hannarnas sista bakkroppsled är uppsvälld och utrustad med en tång. Tången bärs på samma sätt som de föregående lederna uppböjd över ryggen på ett sätt, som liknar skorpionernas uppåtresta, med en gifttagg ändande svansleder. 
Vanlig över hela Sverige är vanlig skorpionslända som känns igen på sina av svarta fläckar tvärbandade vingar.